# Jack McDonald (acteur)
Pour les articles homonymes, voir Jack McDonald et McDonald.
Jack McDonald (né le 17 septembre 1880 à San Francisco, Californie, et mort le 19 juin 1941  à Sacramento) est un acteur américain du cinéma muet.

## Filmographie partielle
- 1913 : The Master of the Garden de Colin Campbell
- 1914 : The Spoilers de Colin Campbell
- 1914 : The Cherry Pickers de Colin Campbell
- 1914 : His Fight, de Colin Campbell
- 1914 : Shotgun Jones, de Colin Campbell
- 1914 : The Mother Heart de Colin Campbell
- 1914 : The Reveler, de Colin Campbell
- 1914 : When the West Was Young de Colin Campbell
- 1914 : Chip of the Flying U de Colin Campbell
- 1915 : The Rosary de Colin Campbell
- 1916 : The Ne'er Do Well de Colin Campbell
- 1917 : Petit Démon (Rebecca of Sunnybrook Farm) de Marshall Neilan
- 1917 : Ça... c'est la vie ! (This Is the Life) de Raoul Walsh
- 1918 : The Kaiser, the Beast of Berlin de Rupert Julian
- 1919 : Better Times de King Vidor
- 1920 : Le Cercle blanc (The White Circle) de Maurice Tourneur : Gregorio
- 1920 : Le Dernier des Mohicans (The Last of the Mohicans) de Clarence Brown et Maurice Tourneur
- 1921 : Un homme libre (The Big Punch) de John Ford : l'ami de Jed
- 1921 : Ladies Must Live de George Loane Tucker : le boucher
- 1922 : Lorna Doone de Maurice Tourneur : 'Counsellor Doone'
- 1922 : A California Romance de Jerome Storm
- 1923 : Cameo Kirby, de John Ford
- 1923 : Dans la ville endormie (While Paris Sleeps) de Maurice Tourneur
- 1923 : La Rue des vipères (Main Street) de Harry Beaumont
- 1925 : Don X, fils de Zorro (Don Q Son of Zorro) de Donald Crisp
- 1925 : La Femme de quarante ans (Smouldering Fires) de Clarence Brown
- 1928 : 13 Washington Square de Melville W. Brown
- 1929 : The Girl in the Show de Edgar Selwyn
- 1929 : Show Boat de Harry A. Pollard
- 1930 : Au large de Shanghaï (The Ship from Shanghai) de Charles Brabin